# Cuadernos de Estudios Africanos
Cuadernos de Estudios Africanos y Orientales fue una publicación periódica editada por el Instituto de Estudios Políticos / Instituto de Estudios Políticos, Sección de Estudios Africanos, Orientales y Coloniales, cuya temática se centraba en las relaciones internacionales, la economía, la historia, etc. Los volúmenes se encuentran constituidos por diferentes secciones: estudios, notas, crónicas, noticia de libros, recensiones, etc.  El título de Cuadernos de Estudios Africanos se mantiene entre 1946 y 1953, y pasa a denominarse Cuadernos de Estudios Africanos y Orientales a partir del número de enero/marzo de 1954 hasta el de octubre/diciembre de 1957, fecha en que se extingue la revista.
En la actualidad, es posible consultar los diferentes números de las revistas editadas desde 1948 por el Instituto de Estudios Políticos, a través del fondo histórico del Centro de Estudios Políticos y Constitucionales.
En 1957, el Consejo de redacción estaba compuesto por los siguientes miembros:
• José María Cordero Torres (Magistrado del Tribunal Supremo, Presidente del Consejo de redacción de los Cuadernos)
• Julio Caro Baroja (director del Seminario de Etnología peninsular, profesor en la Universidad)
• Rodolfo Gil Benumeya (exprofesor en Argel y El Cairo)
• Julio Cola Alberich (doctor en Ciencias, profesor en la Universidad)
• Rev. P. Félix Pareja S.J.(profesor, miembro del Instituto Hispano-árabe de Cultura)
• Román Perpiñá Grau (Consejero de Economía Nacional)
• Carmen Martín de la Escalera (publicista, Secretaria de los Cuadernos)